# Kimry
Kimry (Russisch: Кимры) is een stad in de Russische oblast Tver. De stad ligt in het zuidoosten van de oblast, 133 kilometer ten oosten van Tver en 90 kilometer ten noorden van Moskou. Het aantal inwoners is 46.771. Kimry is tevens het centrum van het gelijknamige bestuurlijke rayon.
Kimry ligt aan beide oevers van de Wolga, ter hoogte van het Oeglitsj waterreservoir, op het punt waar het zijriviertje Kimrka in de Wolga stroomt. De linker- en rechteroever worden met een grote brug verbonden. Deze brug werd pas gebouwd in het begin van de jaren 80 van de 20e eeuw. Tot die tijd voeren er passagiers- en vrachtponten. De stad kan worden ingedeeld in vijf delen: Centrum, het Kalinin-Mikrorajon en Zaretsje op de linkeroever en Savjolovo en de nederzetting Joezjni op de rechteroever. In Savjolovo bevindt zich het gelijknamige treinstation, dat ligt aan het tracé Moskou - Kaljazin. Ten zuiden van Savjolovo bevindt zich op de rechteroever ook nog de buurtschap Joezjni, gescheiden door een strook bos van een paar kilometer. De haven van Kimry ligt weer op de linkeroever.

## Geschiedenis
Kimry werd voor het eerst genoemd in 1546, in een oorkonde van Ivan IV. In de 16e en 17e eeuw waren er veel mensen werkzaam als schoenmaker en in verwante bedrijfstakken. In het wapen van Kimry is een laars te zien. De rechteroever begon zich te ontwikkelen na 1901, toen het treinstation gereedkwam. Er was sindsdien een directe spoorverbinding met Moskou. In 1917 werd de status van stad toegekend.
In Kimry is de schrijver Aleksandr Fadejev geboren. In een nabijgelegen dorp buiten de gemeentegrenzen werd de luchtvaartpionier Andrej Toepolev geboren.

## Demografie
| 1897  | 1916   | 1926   | 1931   | 1939   | 1959   | 1970   | 1979   | 1989   | 2002   | 2010   | 2015   |
| ----- | ------ | ------ | ------ | ------ | ------ | ------ | ------ | ------ | ------ | ------ | ------ |
| 6.000 | 20.000 | 19.000 | 21.400 | 35.200 | 41.243 | 53.384 | 57.760 | 61.535 | 53.650 | 49.628 | 46.771 |

## Geboren in Kimry
- Aleksandr Fadejev (1901-1956), schrijver
- Joeri Tsjesnokov (1952-1999), voetballer

## Galerij

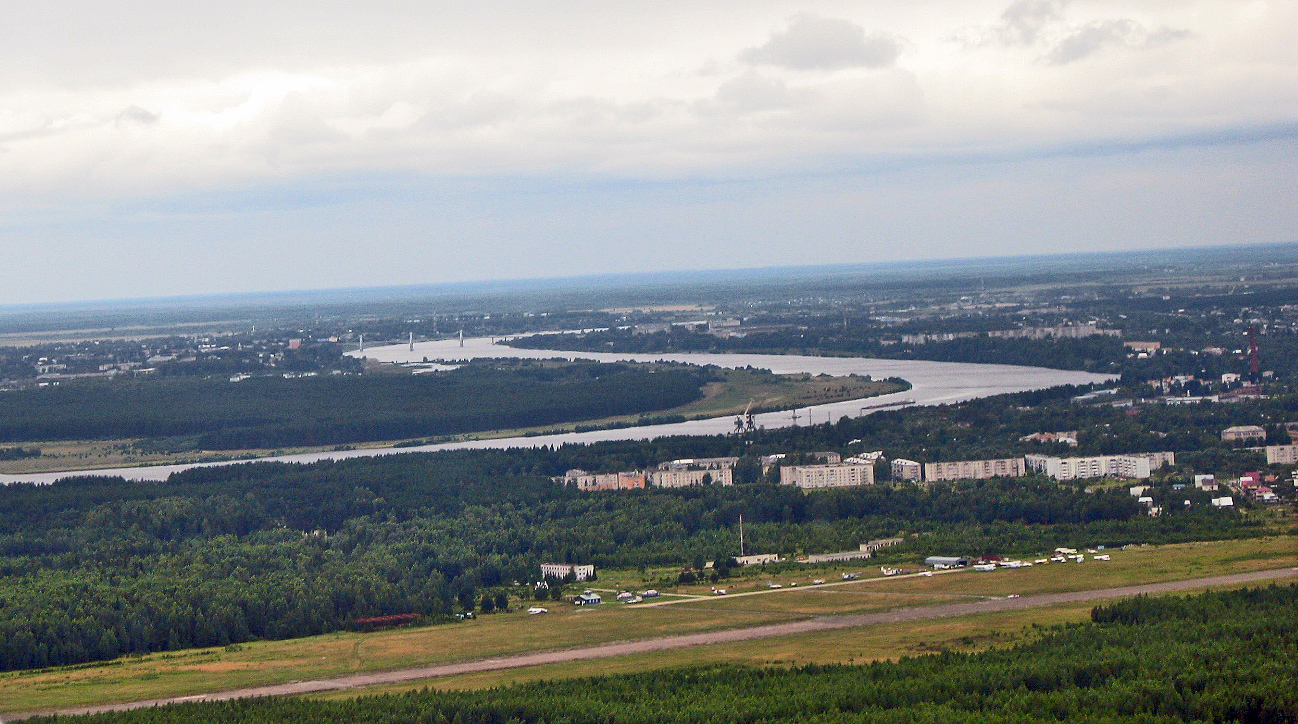
Uitzicht op de stad
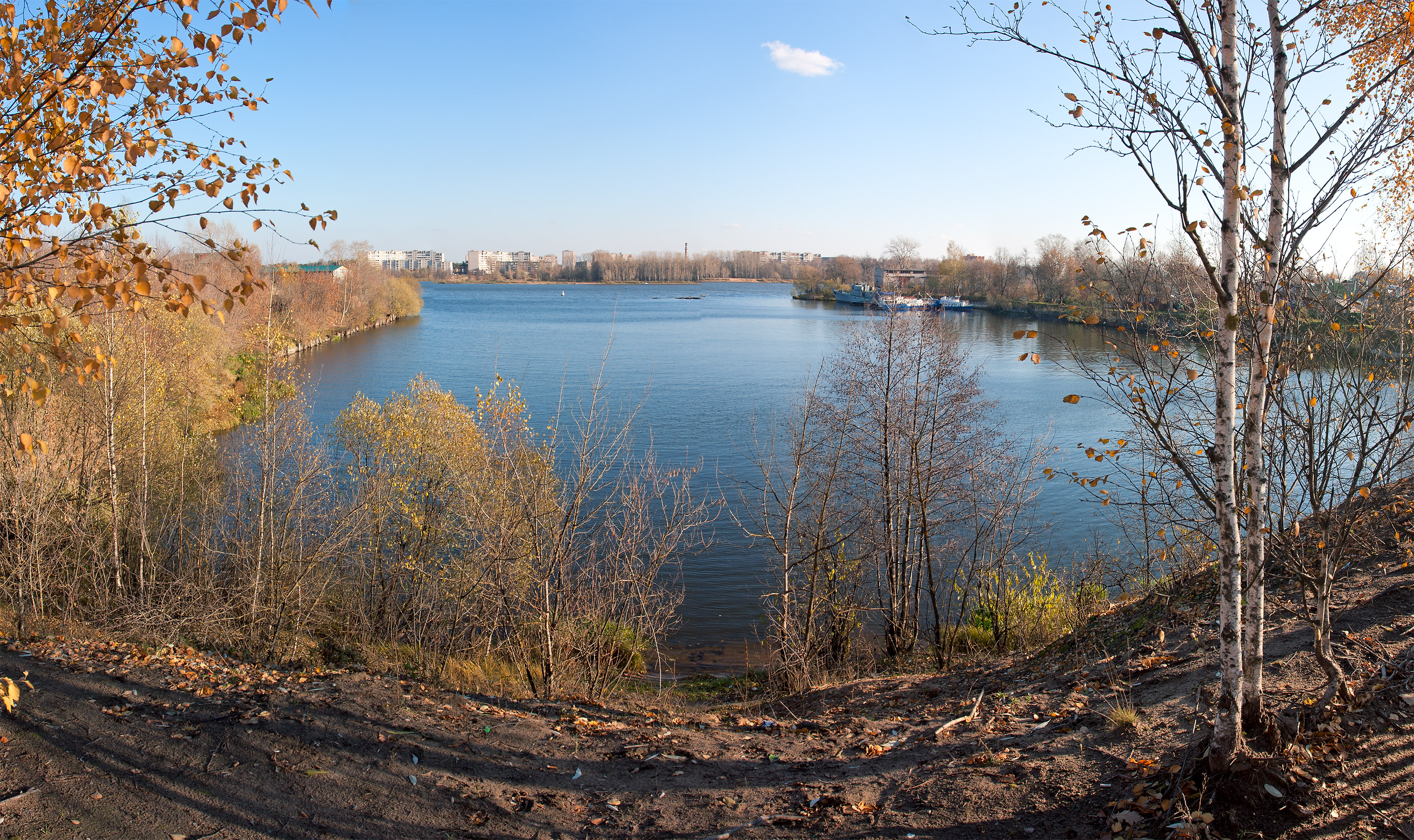
De rivier Kimrka
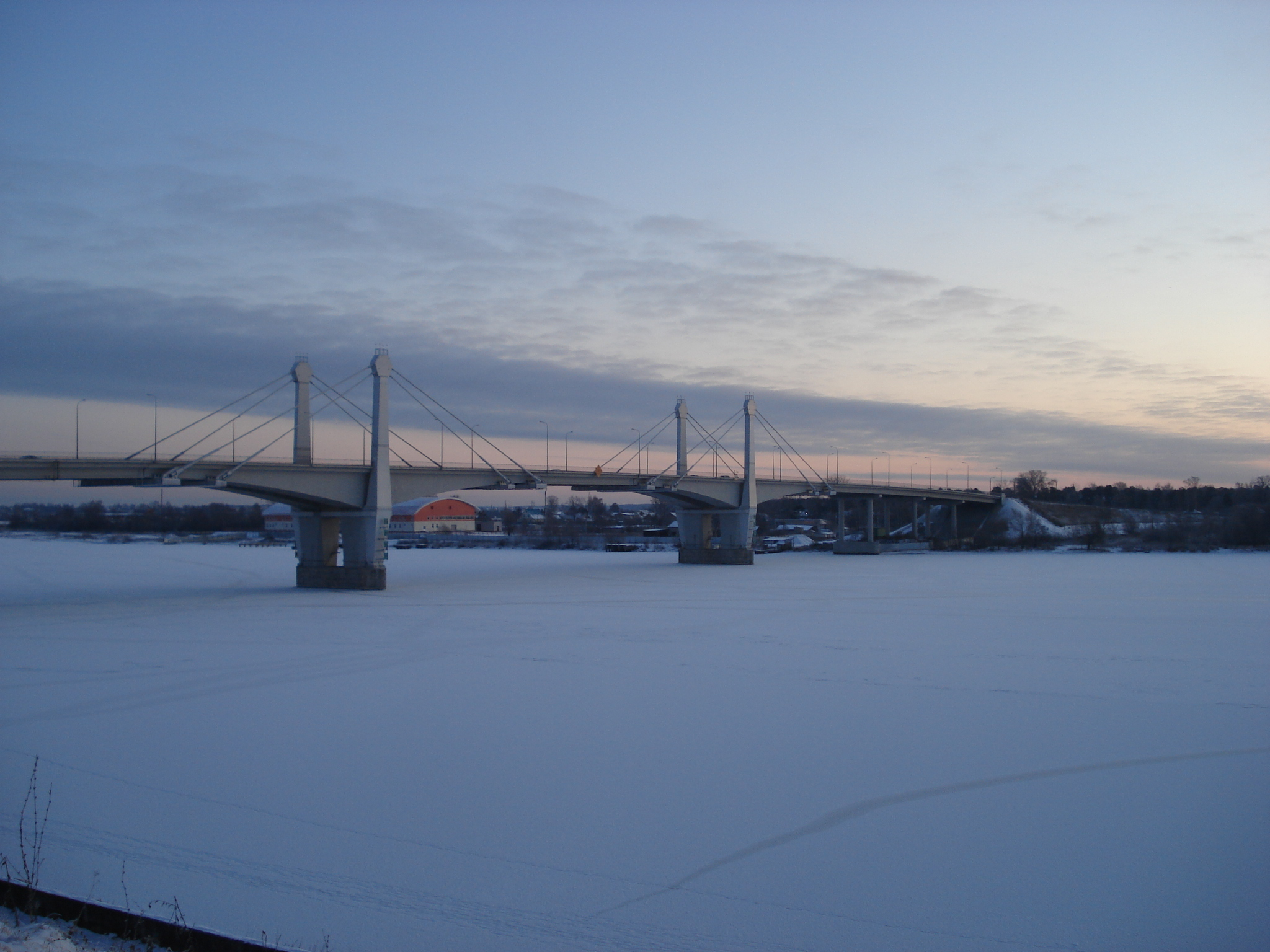
Brug over de Wolga
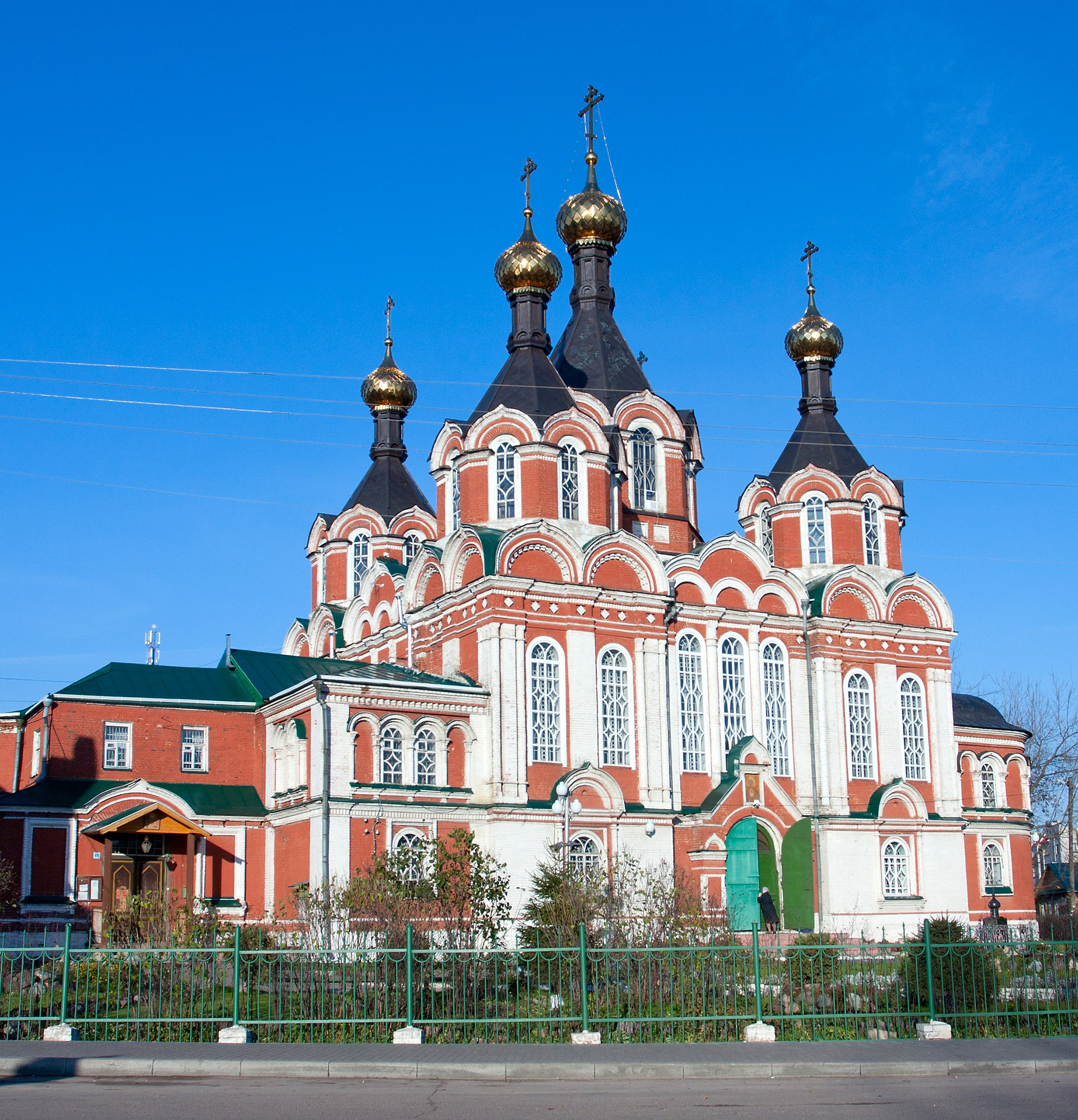
Kathedraal van Kimry
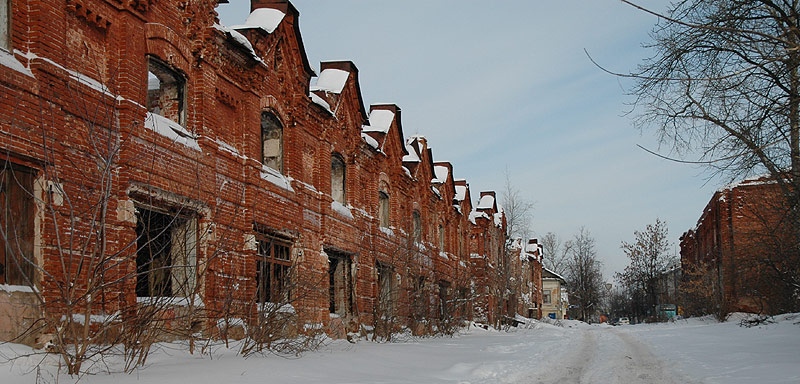
Voormalige markthal
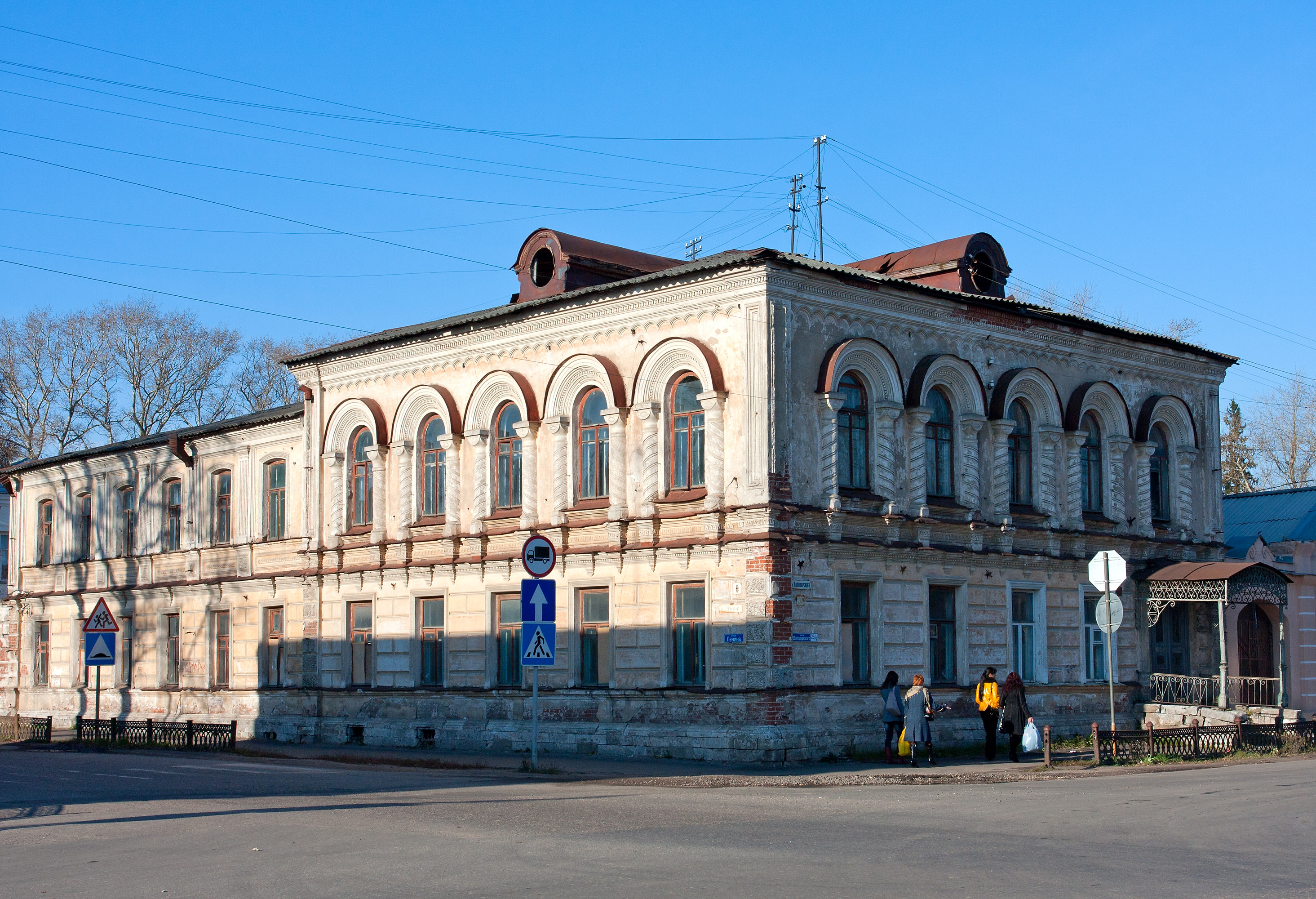
Een oud gebouw
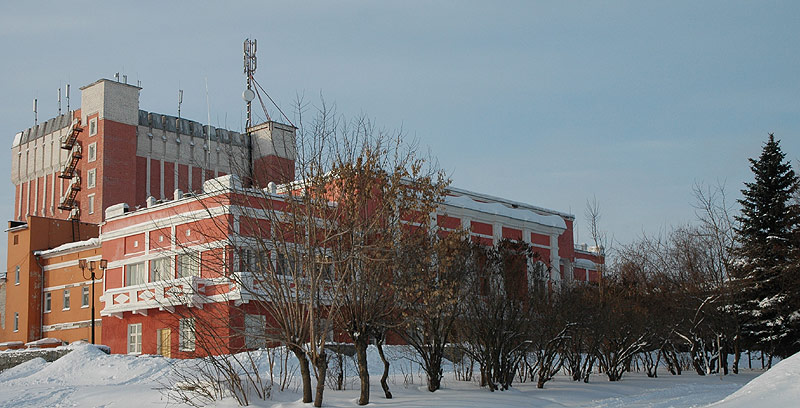
Theater
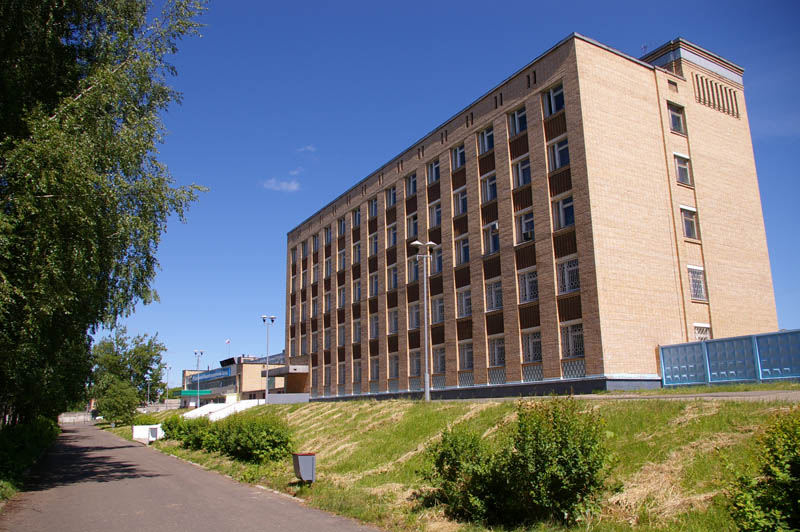
Machinefabriek 'Progress'
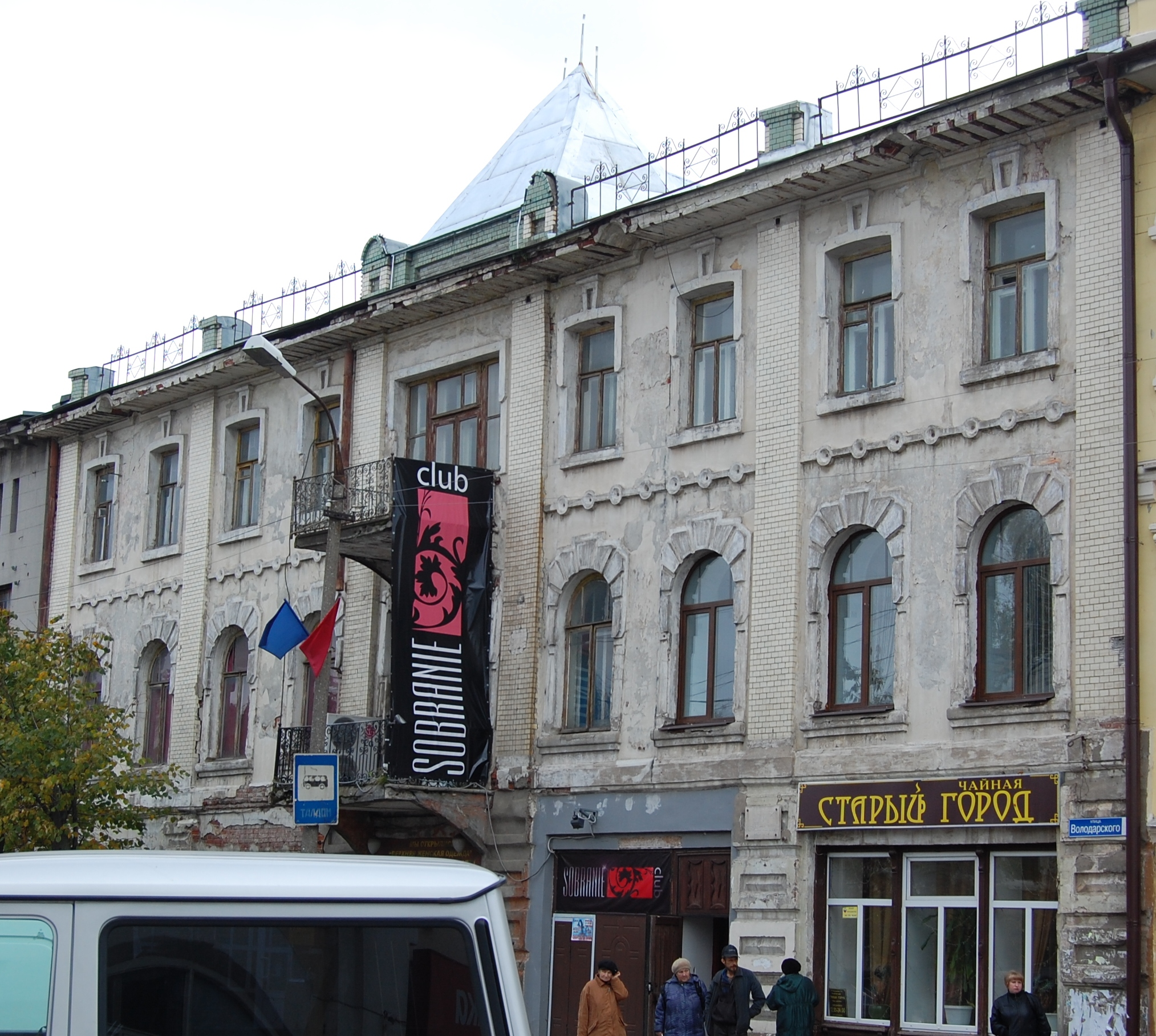
Het huis van Zajtsev
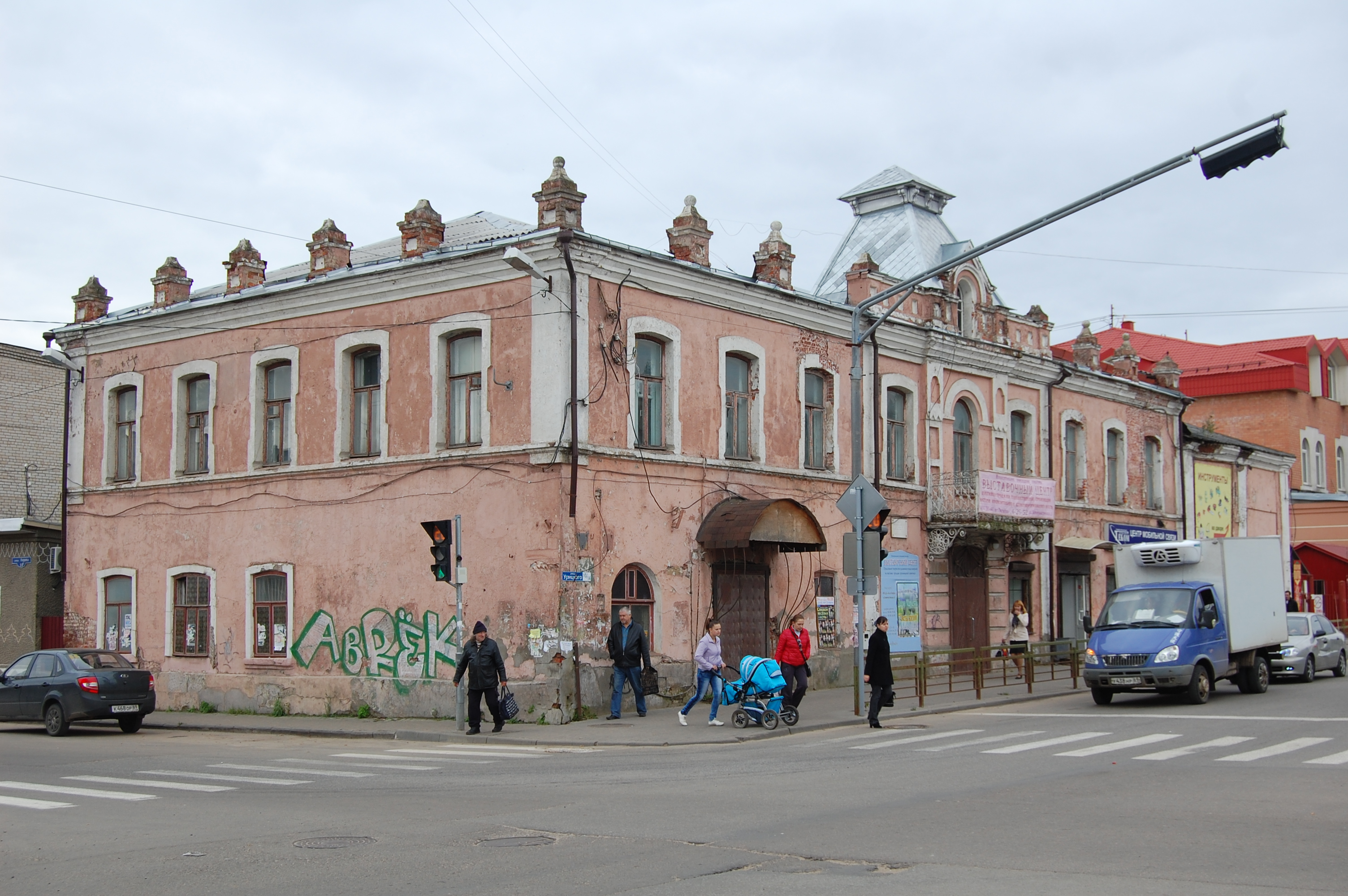
Tentoonstellingshal
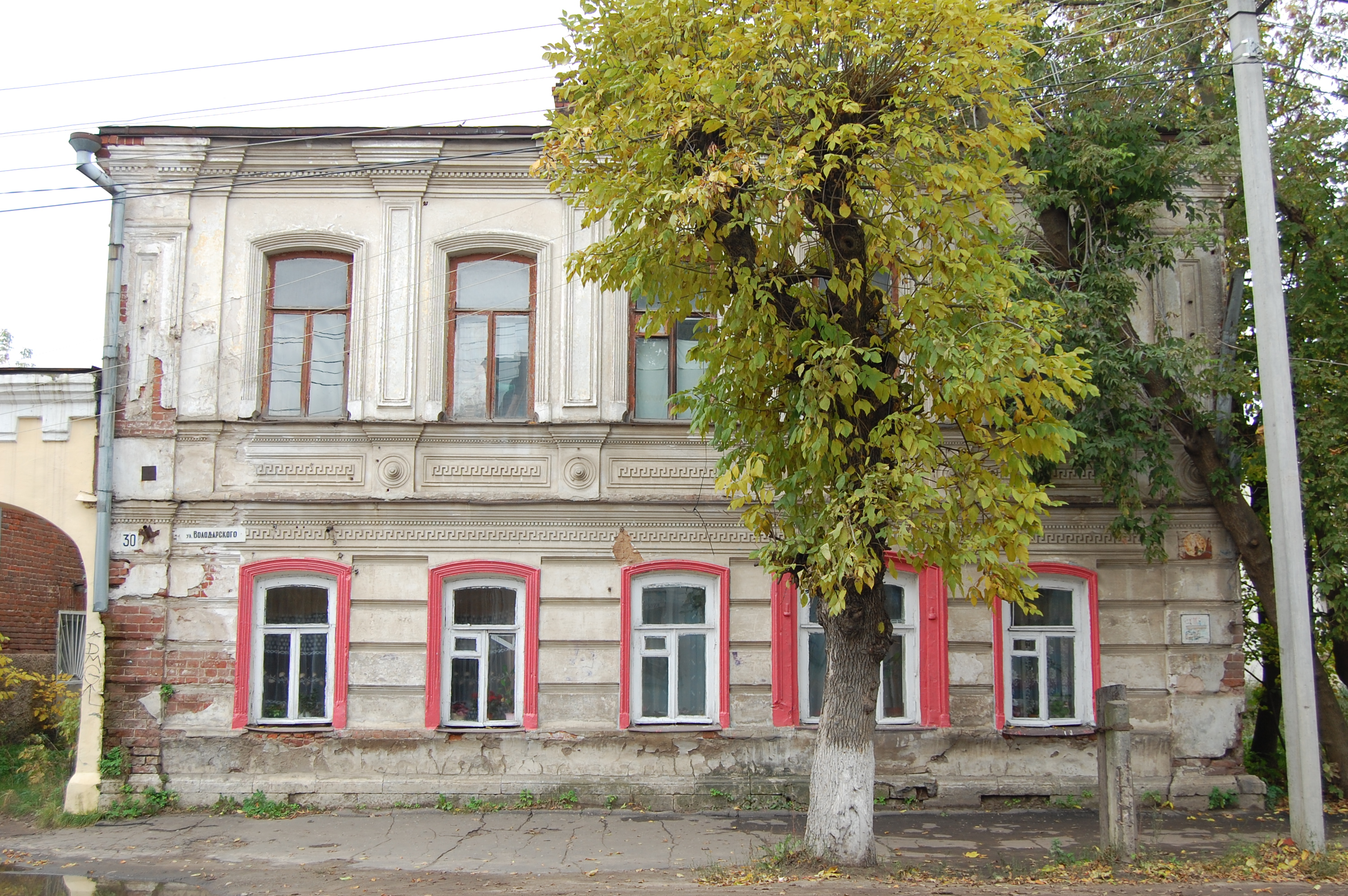
Het huis van Rybkin
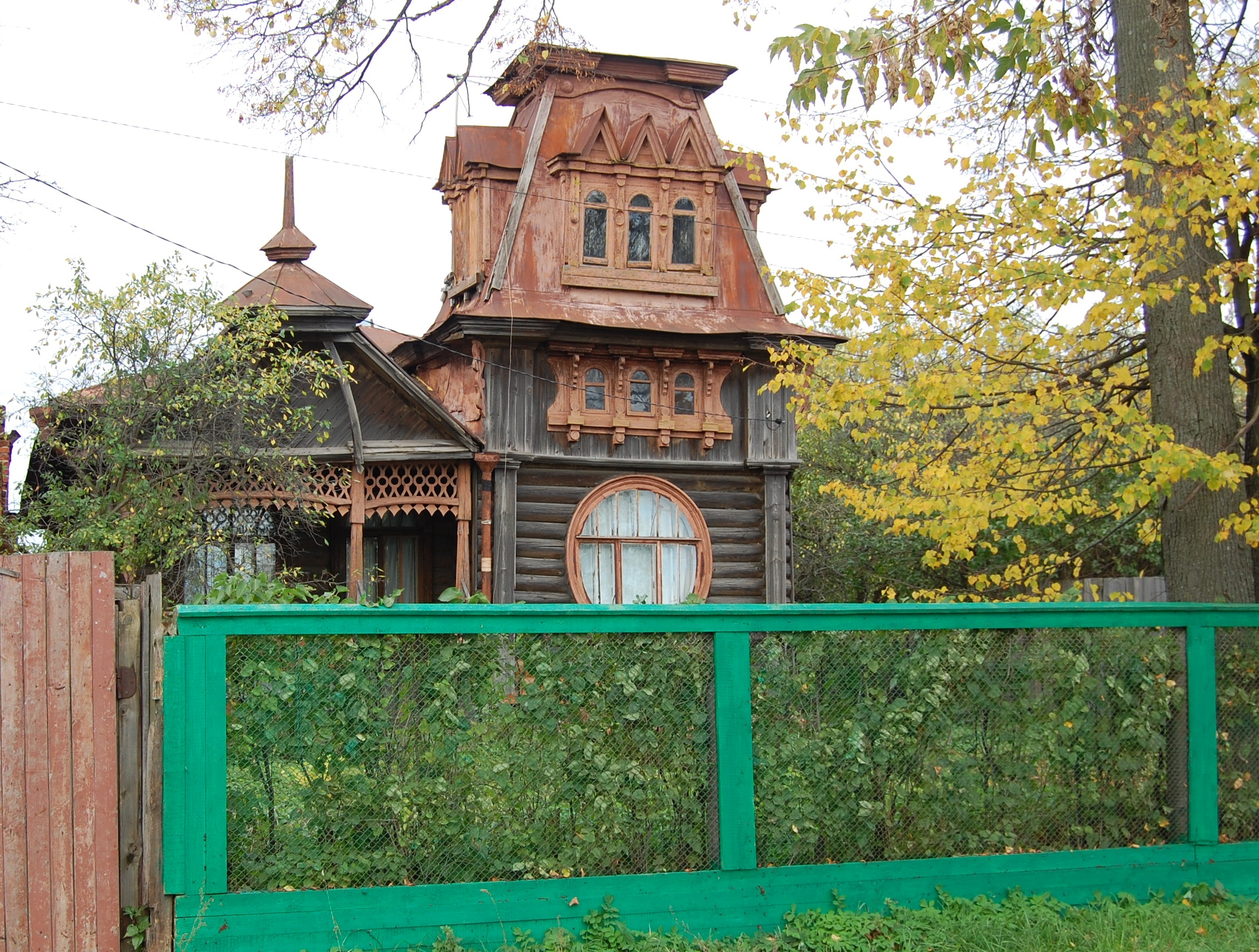
Het houten huis van Rybkin
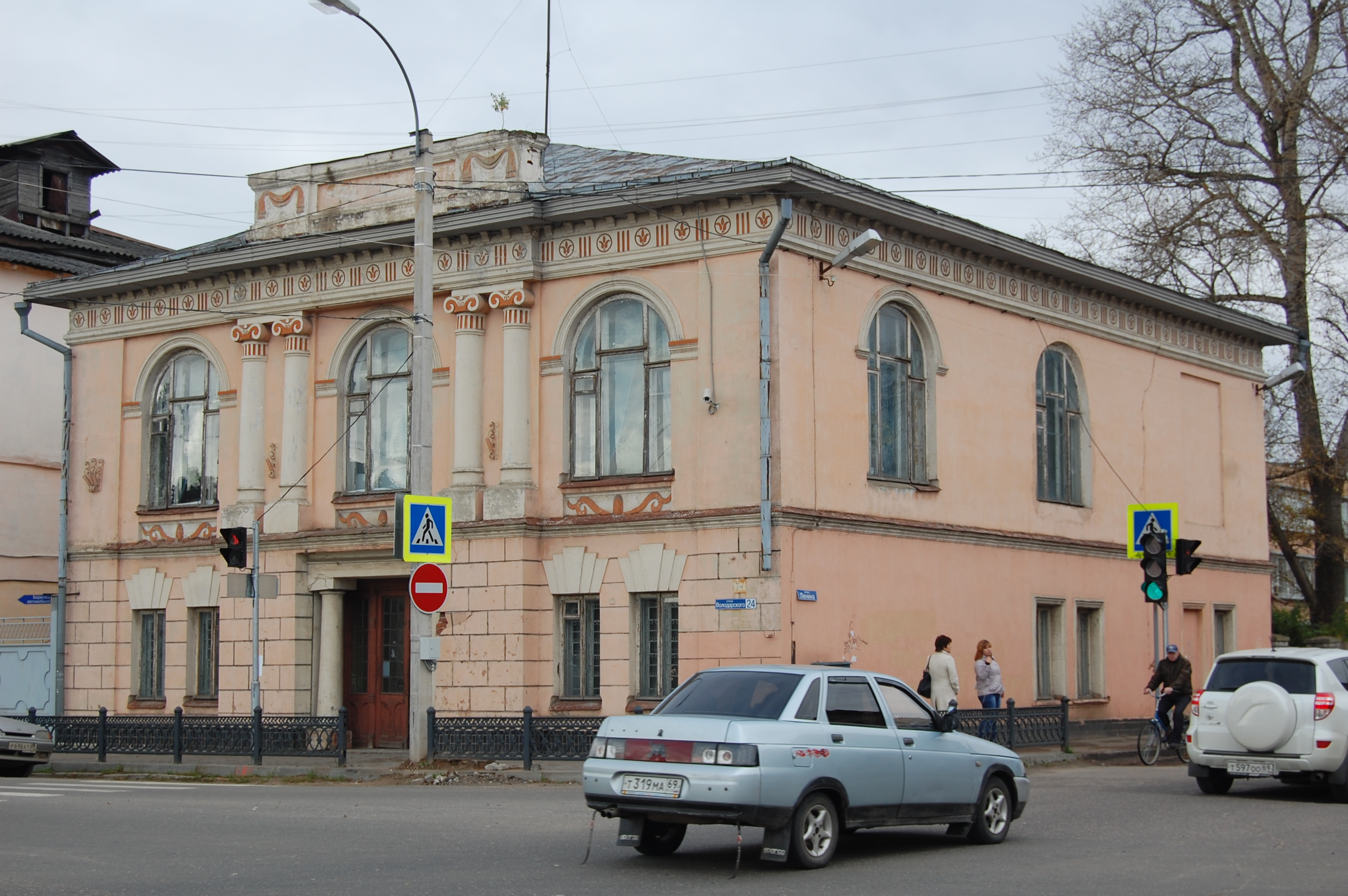
Voormalige bank
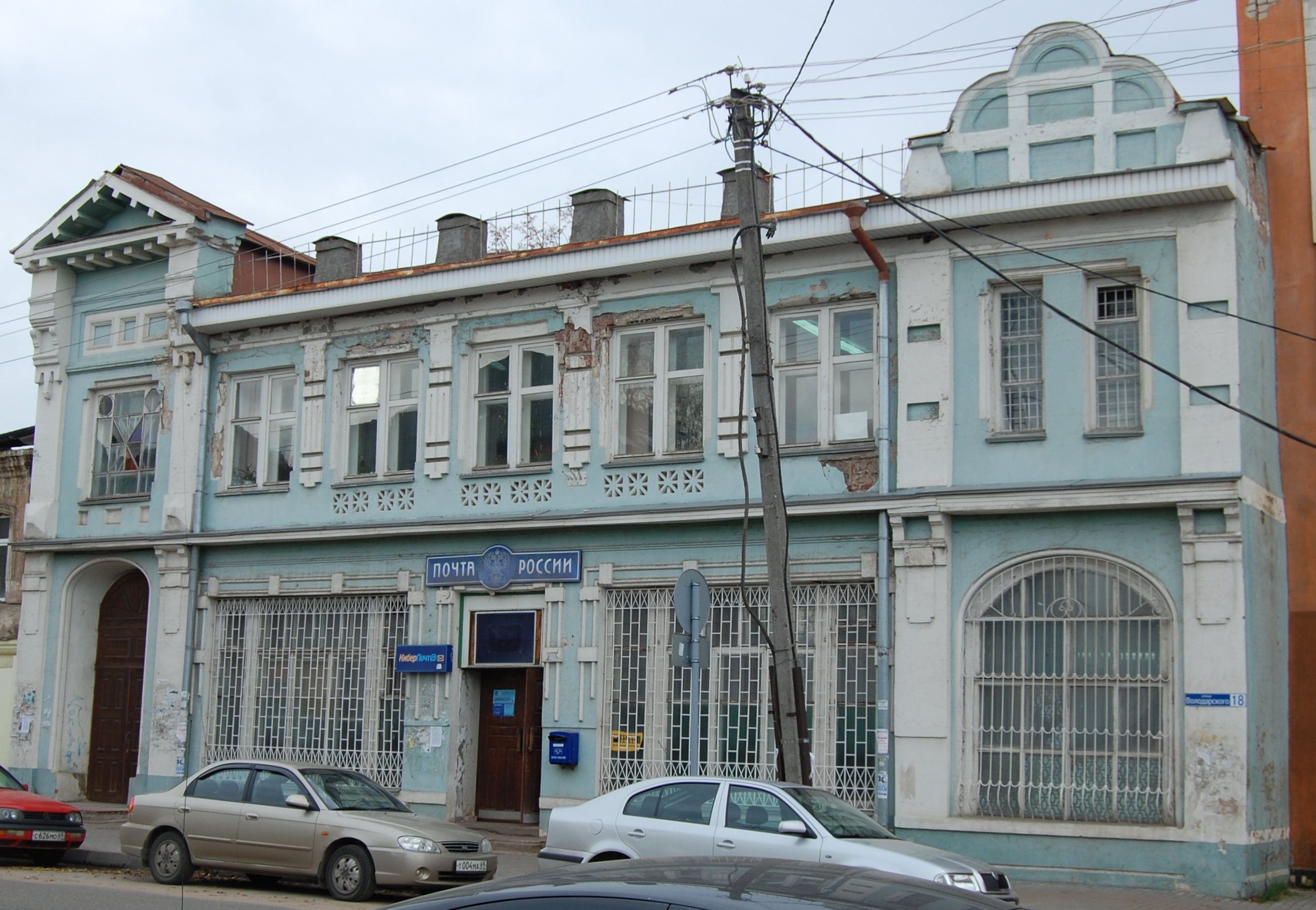
Postkantoor
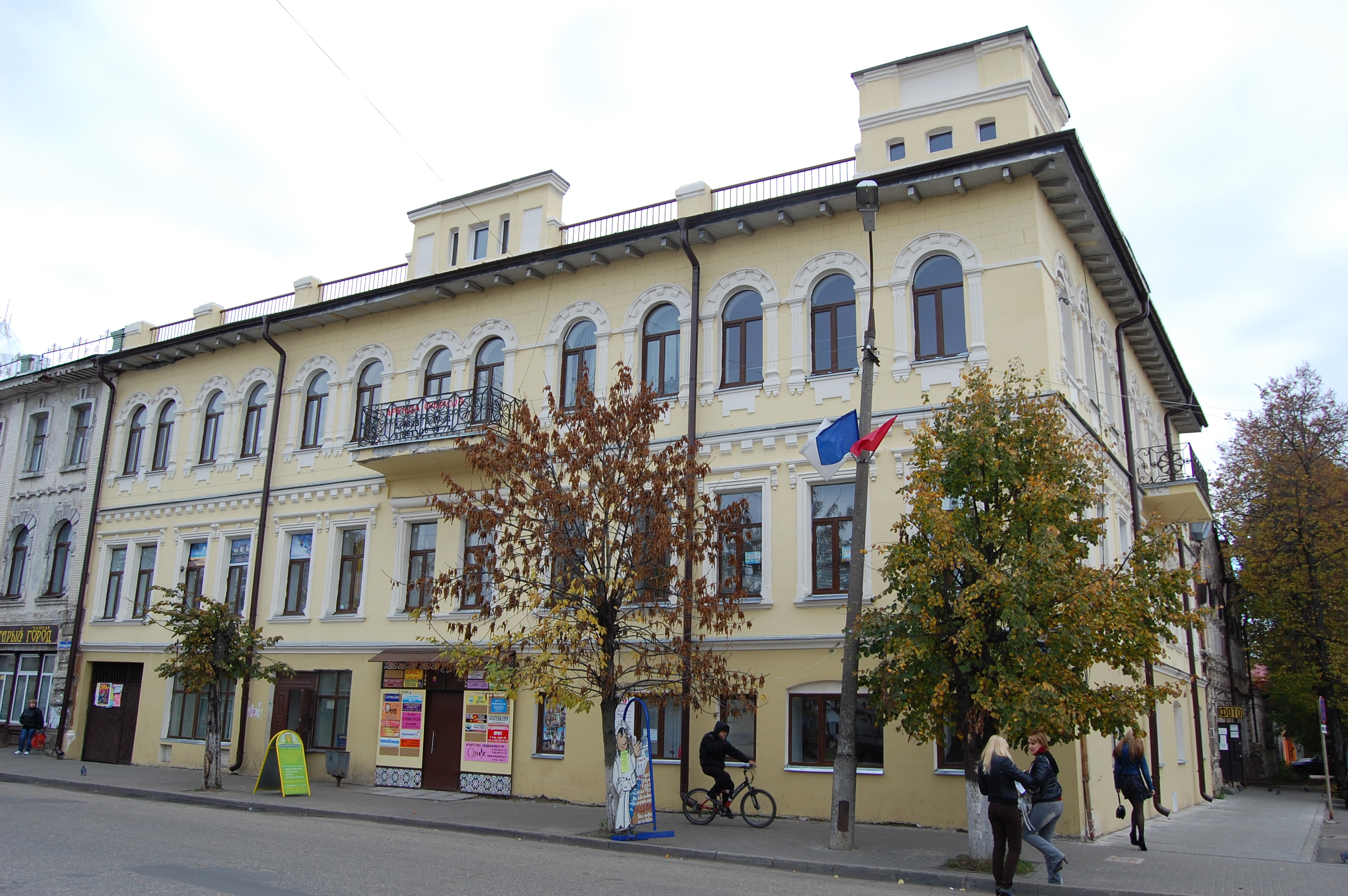
Gemeentehuis
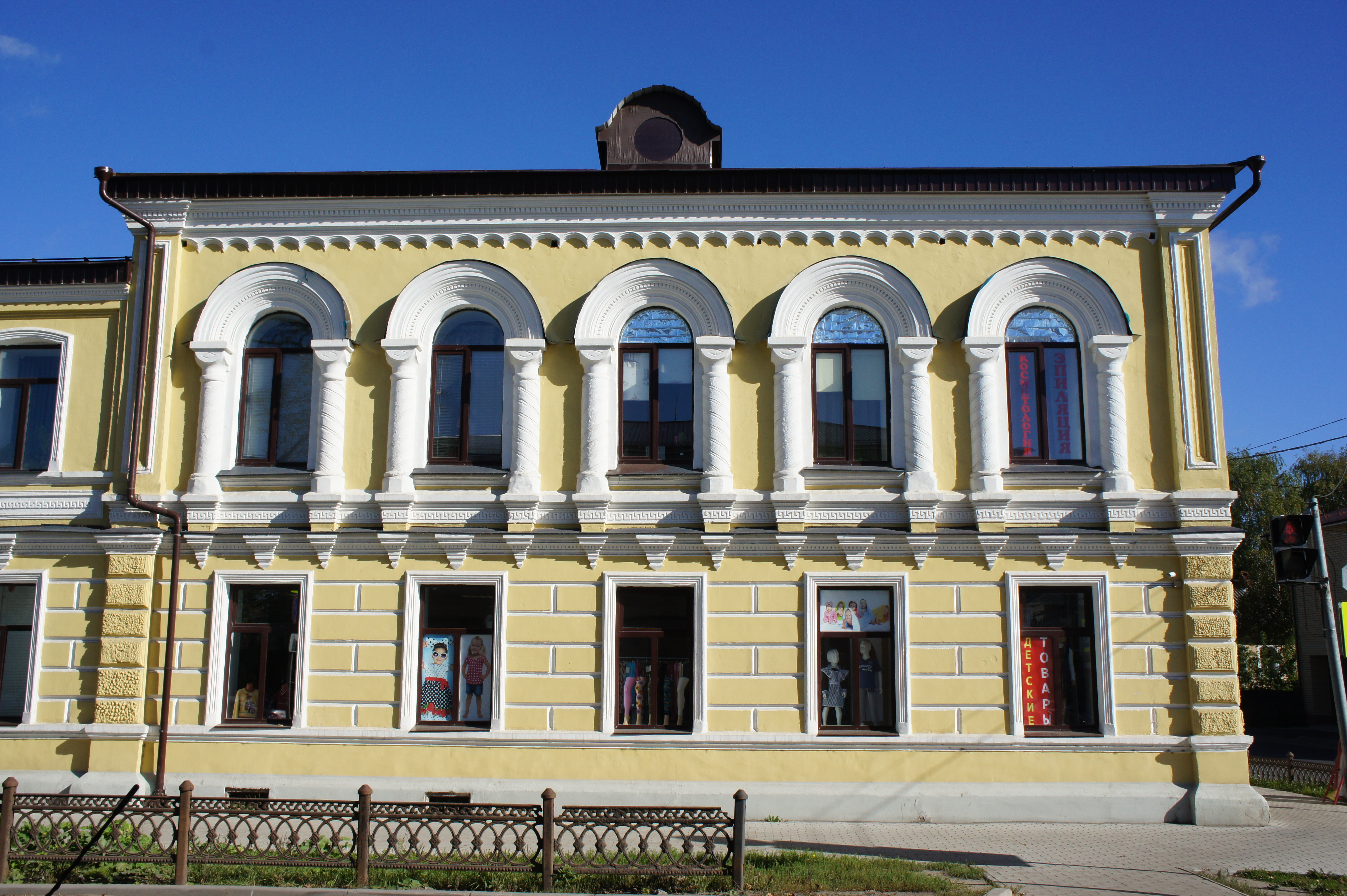
Voormalige gymnasium
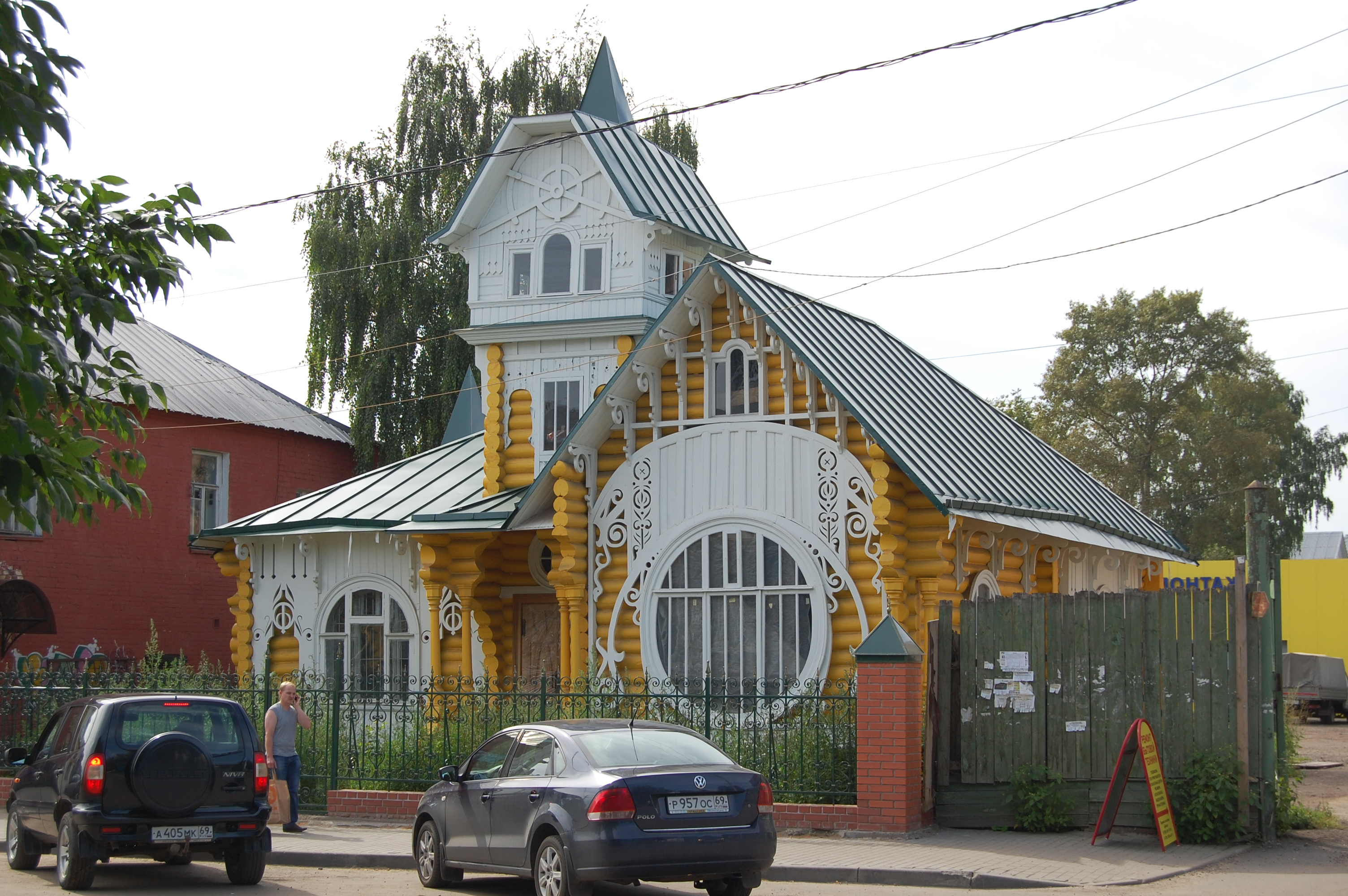
Het huis van Loezjin
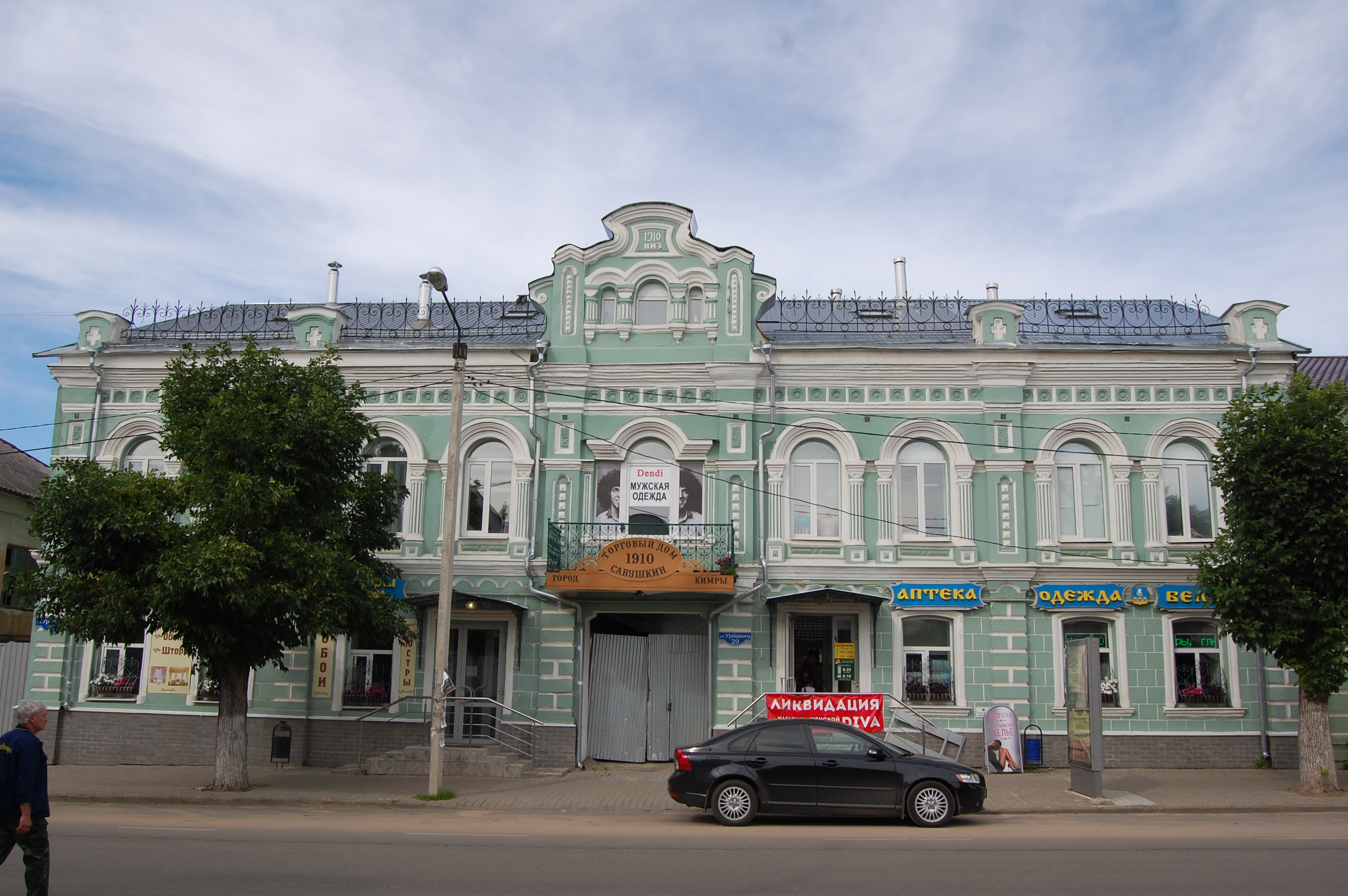
Een huis langs Oeritskijstraat
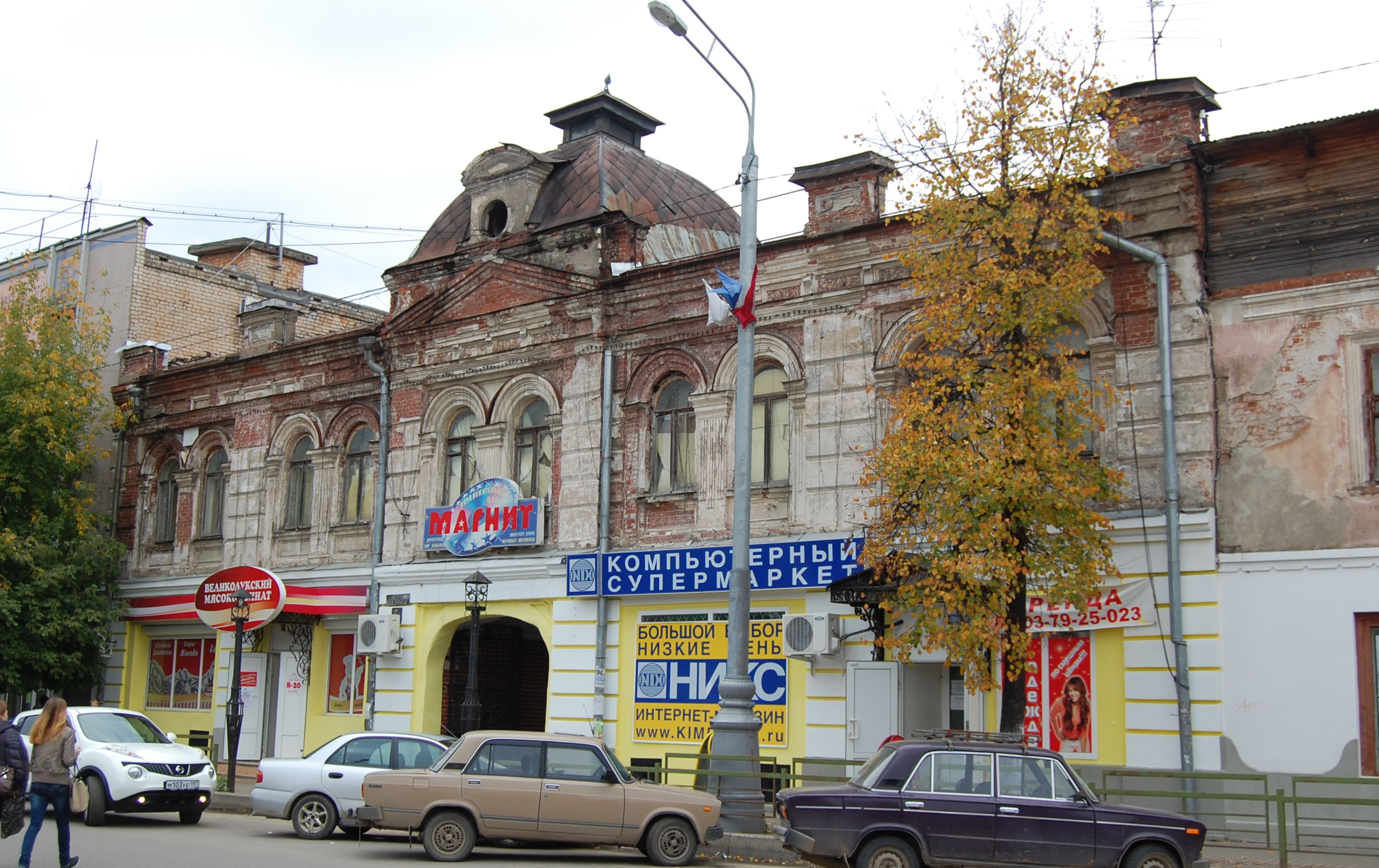
Het huis van Sobtsov
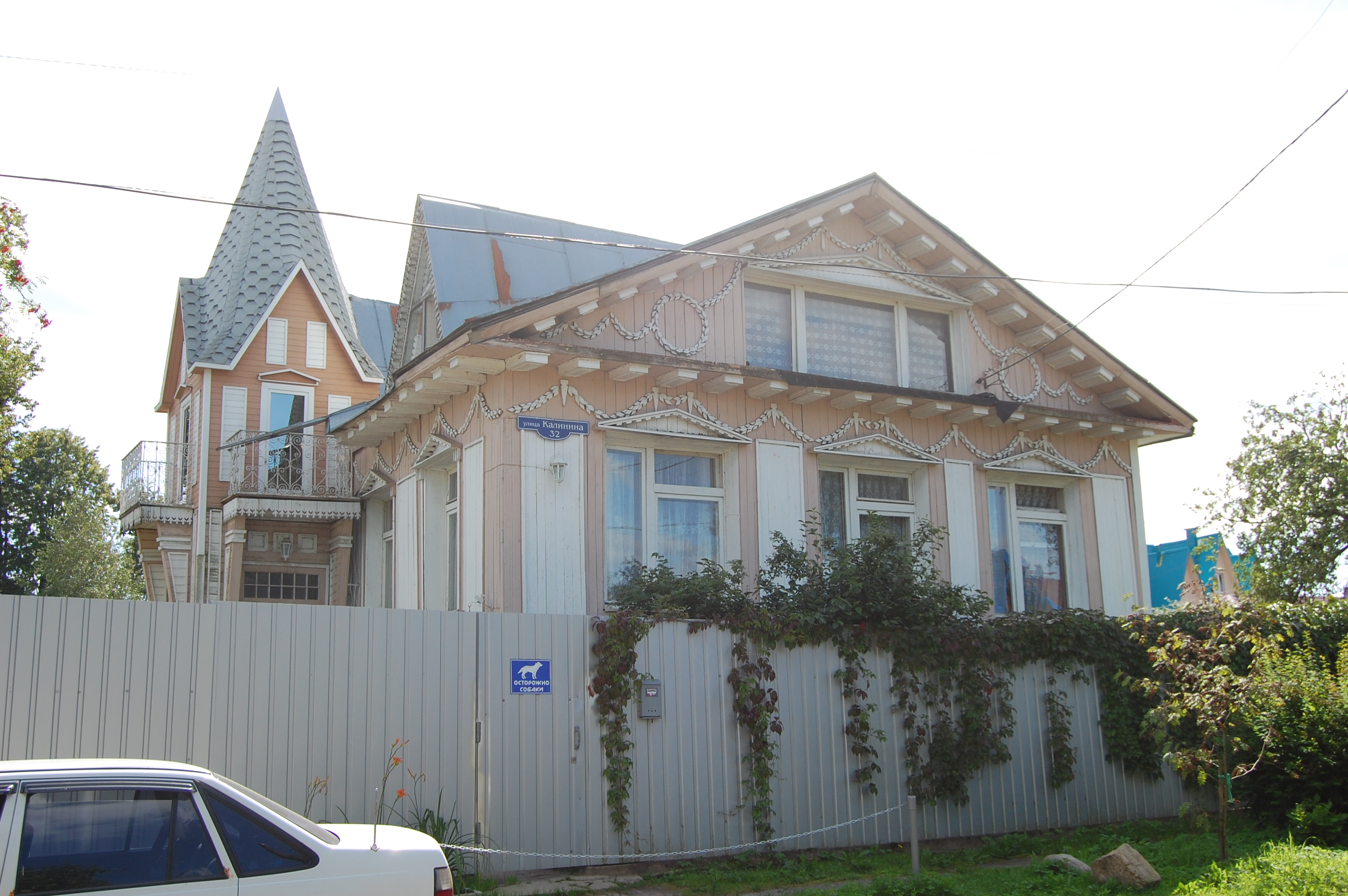
Een huis gebouwd in 1920
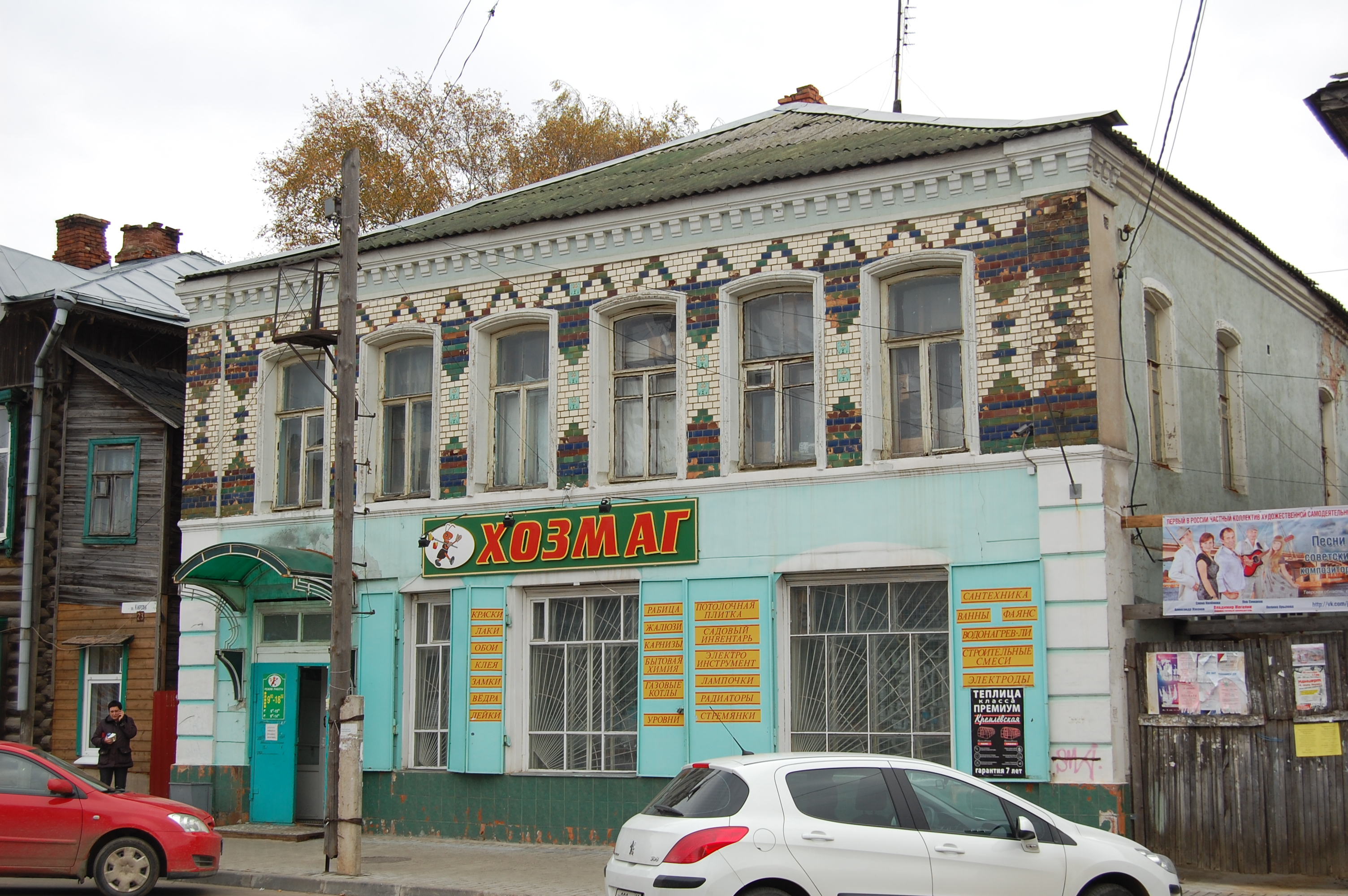
Een huis met tegels gebouwd in 1907
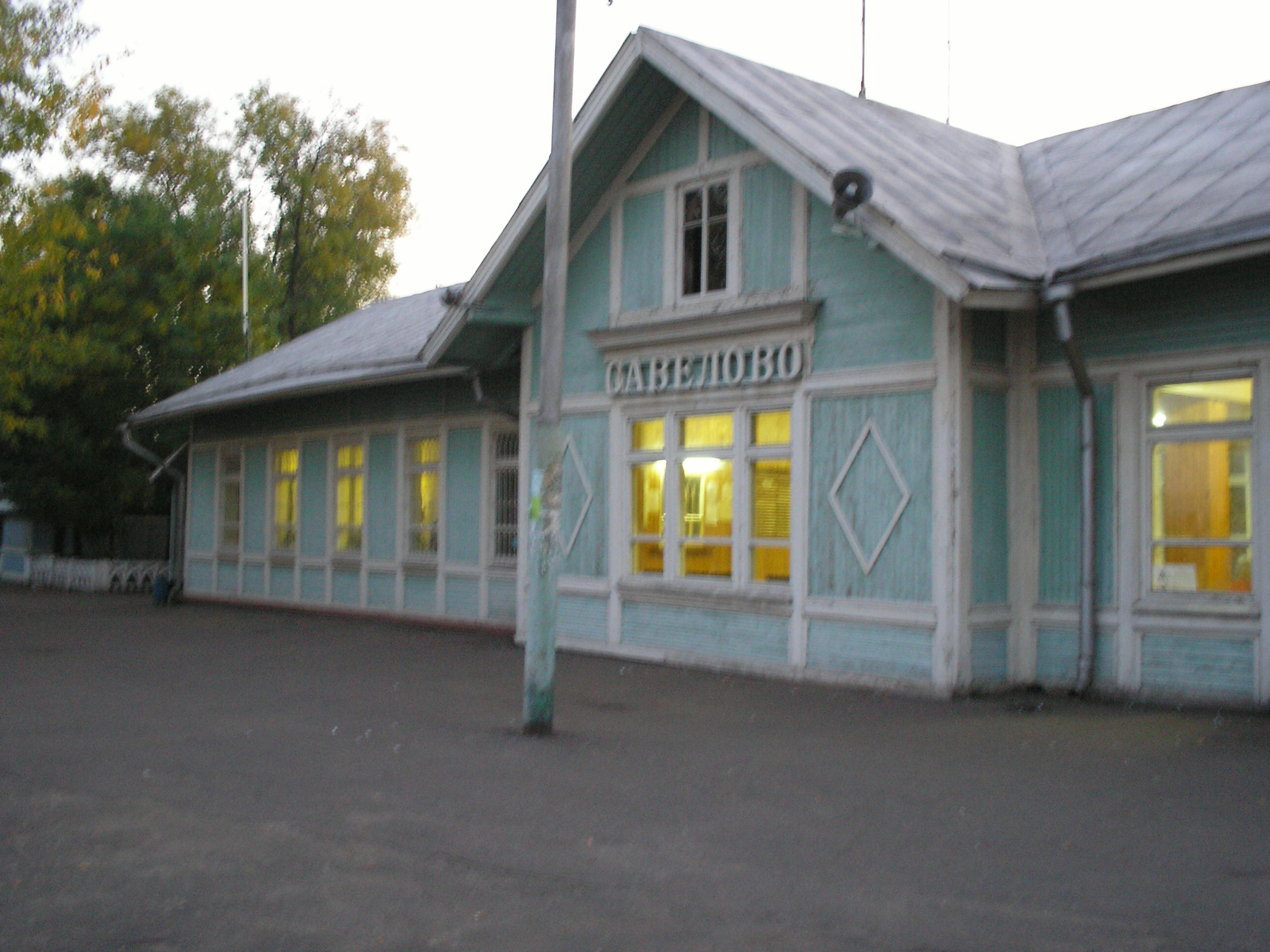
Het station van Savjolovo
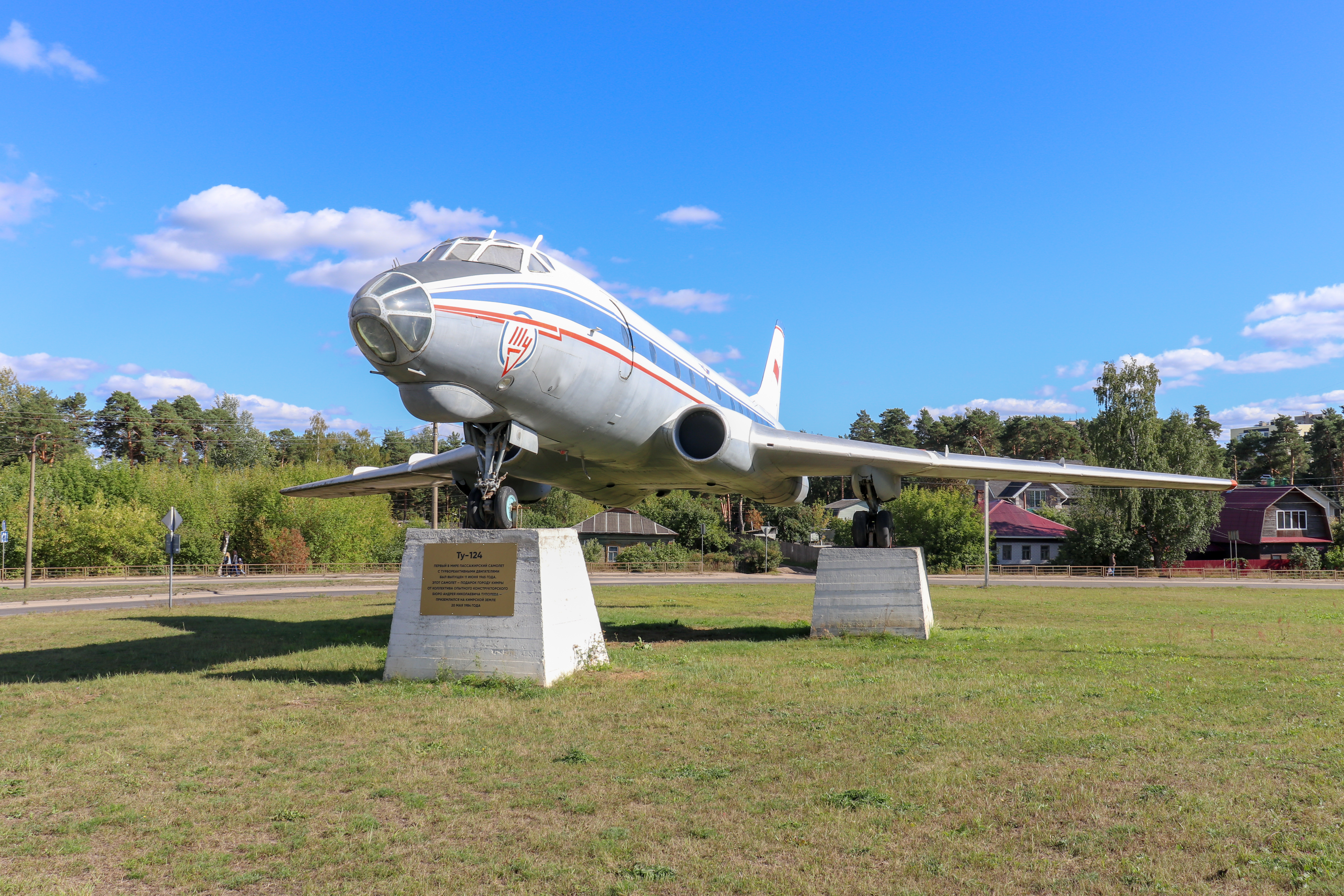
Toepolev-124 monument

Bestuurlijk centrum: Tver 

Andreapol · Bezjetsk · Bely · Bologoje · Kasjin · Kaljazin · Kimry · Konakovo · Krasny Cholm · Koevsjinovo · Lichoslavl · Nelidovo · Oedomlja · Ostasjkov · Rzjev · Staritsa · Torzjok · Toropets · Vesjegonsk · Vysjni Volotsjok · Zapadnaja Dvina · Zoebtsov